# 反复旧
“反复旧”运动是中国文化大革命期间，山东省革命委员会主任、济南军区第一政委王效禹于1969年前后在山东发起的一项运动。后来又波及江苏、河南、浙江、福建、江西、湖北、甘肃、四川等省。

## 历史
1968年10月14日，《红旗》杂志社论《吸收无产阶级的新鲜血液——整党工作中的一个重要问题》中明确提出：“反对复旧。凡是领导班子统统是原班人马，没有吸收无产阶级的新鲜血液，没有革命的三结合，或者只有形式上的三结合而不是革命三结合的地方，不可能做好发展党员的工作。”10月18日，《文汇报》社论《反对复旧》提出：“反复旧的根本目的就是由造反派掌权”。
1968年11月14日，《济南日报》发表编辑部文章《彻底粉碎为“二月逆流”翻案妖风》，济南“反复旧”运动自此开始。
中共九大结束后，1969年5月25日中共中央就山东问题作出批示。5月29日至6月2日，省革委常委和济南军区党委常委举行联席会议，批判了王效禹的错误。此后又召开各级会议，批判“反复旧”，在全省整顿组织。这时在中央指导下，其他省份的“反复旧”也陆续停止。6月23日，中共中央批准设立“山东省革命委员会党的核心领导小组”，王效禹任组长。此后王效禹的各项职务被陆续免去，由杨得志担任山东省革委会主任以及山东省革委会党的核心领导小组组长。